# Première Aliyah

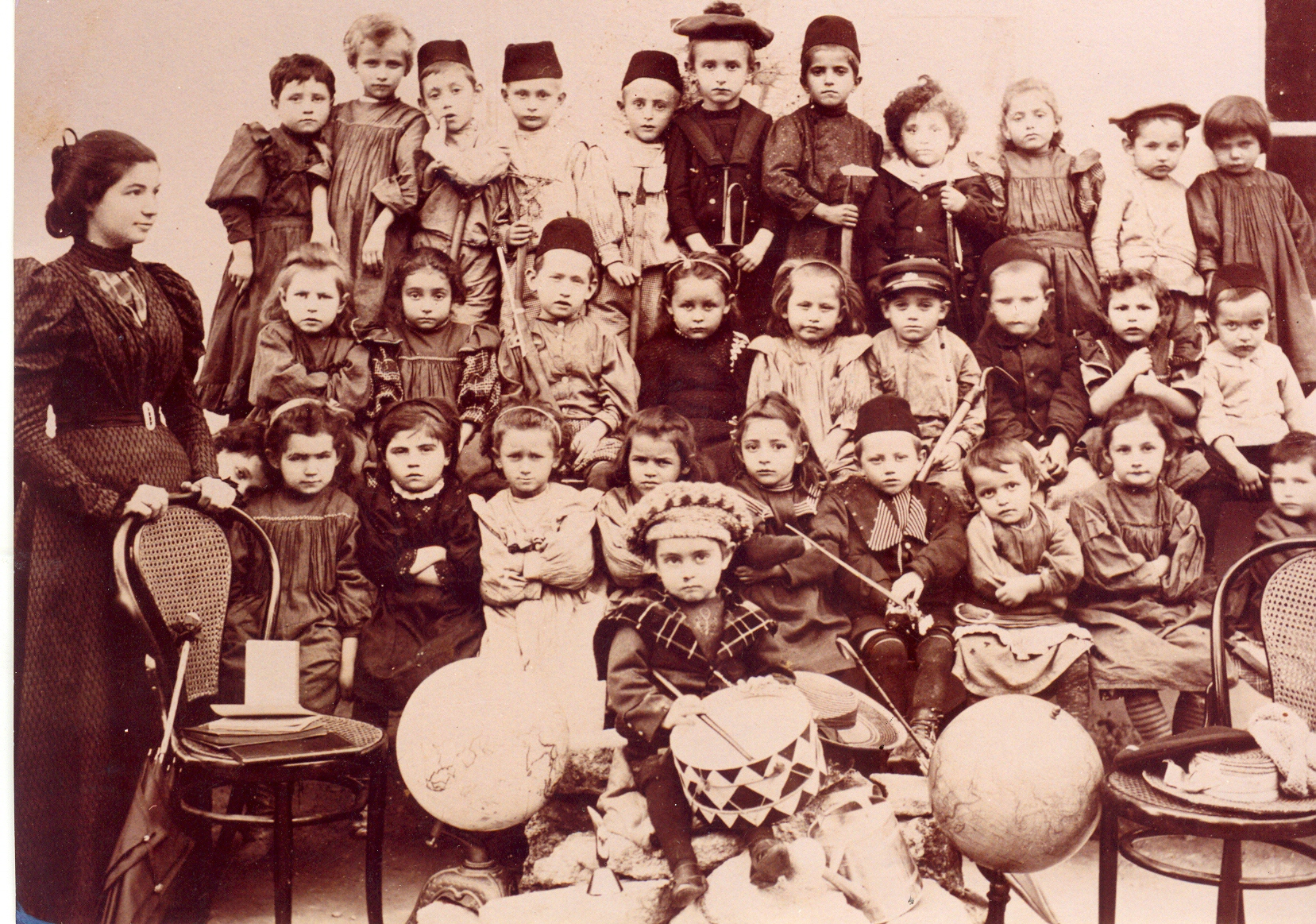
Groupe d'élèves de Rishon-Le'zion

La Première Aliyah, (en hébreu : העלייה הראשונה, "HaAliyah HaRishona") ou Aliyah des Fermiers  est la première vague moderne d'immigration de Juifs en Palestine, commençant en 1881 en provenance d'Europe de l'Est (principalement de Russie et de Roumanie) ainsi que du Yémen, et se prolongeant jusqu'en 1903,. Entre 25 000 et 35 000 Juifs immigrent alors dans la Palestine ottomane. Bien que l'aliyah  juive en Israël ait toujours existé depuis le second exil – l'une des dernières avant la Première Aliyah ayant été celle de disciples du Gaon de Vilna entre 1808 et 1812 – il s'agissait de groupes moins importants, dont les motivations étaient personnelles ou religieuses et non politiques.

## Aliyah du Yémen
Un premier groupe d'émigrants juifs du Yémen précède d'environ sept mois les Juifs d'Europe de l'Est en Palestine ; ses motivations ne sont pas politiques mais plutôt économiques.

## Installation
En raison de l'opposition d'Abdülhamid qui a déjà refusé le projet d'implantation de Laurence Oliphant, l'acquisition des terres se fait par l'intermédiaire de prête-nom. La première aliyah pose les fondations de l'installation juive en Israël, créant plusieurs points de peuplement : Rishon LeZion fondé le 30 juillet 1882, Rosh Pina (pierre angulaire), Zikhron Yaaqov, Guedera, etc.
Un petit groupe de Bilou est pris en charge par l'école agricole de Charles Netter bien que ce dernier favorise plutôt l'immigration juive vers les États-Unis
La Jewish Virtual Library dit de la première aliyah qu'une moitié à peine d'immigrés juifs demeura en Palestine.